# 2002年亞洲運動會馬來西亞代表團
2002年亞洲運動會於2002年9月29日至10月14日在韓國釜山舉行，馬來西亞代表團拿下包括6面金牌在內的30面獎牌，在獎牌榜中名列第12位。